# 高山長幸
高山 長幸（たかやま ながゆき/ながよし、1867年8月7日（慶応3年7月8日） - 1937年（昭和12年）1月19日）は、明治から昭和にかけての衆議院議員（6期）、銀行家、帝国商業銀行取締役会長、東洋拓殖総裁等を歴任。号は孤竹。勲四等瑞宝章。

## 経歴
伊予国喜多郡大洲城下中村（喜多村、大洲村、大洲町を経て現大洲市）出身。大洲藩士・高山文兵衛の長男。上京して慶應義塾に入り一時東京英語学校に遊学し、明治23年（1890年）に慶應義塾大学部を卒業。
1893年（明治26年）三井銀行に入り、大阪支店を経て函館・長崎などの要所の支店長を歴任し、三井銀行本店副支配人に就任する。また、明治石油、大日本製糖、朝鮮産業鉄道、蓬莱相互生命保険、東邦炭鉱、三井物産、雨龍炭鉱、第一火災海上保険、名古屋製糖などで重役を歴任。帝国商業銀行取締役会長に就任する。その後、帝国自動車を創立した。
1908年（明治41年）の第10回衆議院議員総選挙に立憲政友会から衆議院議員に当選（以後当選6回）。一時は実業との掛け持ち等の多忙と病後を理由に衆議院議員を辞していたが、原敬の懇望で、再び政友会から第14回衆議院議員総選挙に再出馬して当選。当選立憲政友会では院内総務、総務委員、陸海軍問題委員会委員長などを歴任し、独自の派閥を形成。特に、三井財閥との関係が強かった山本条太郎、日本工業倶楽部の理事に加わっていた山本悌二郎らの有力議員と親しかった。
1932年3月9日に朝鮮及び満蒙の拓殖開発を目的とする国策会社・東洋拓殖総裁に就任。その後、二万戸の入植計画を想定し、その助成のため満州拓殖株式会社が設立されるとこの構想に参加。高山を含む政財界の有力者30余名の発起により満州移住協会（会長・児玉秀雄）が設立された。東洋拓殖では、現地における豊富な雑広葉樹材のパルプ化に着目し、初の南洋林業を開始するなど手腕を発揮したが、病のためやむなく職を辞すことになった。墓所は多磨霊園(6-1-16-5)
詩歌、俳句を愛好し、書をよくした。茶人としても益田孝や高橋義雄と共に度々茶会に参加。また子爵・小笠原長生や和田垣謙三などとともに川村清雄の支援者で、作品のコレクターでもあった。